# 루페 피아스코
루페 피에스코(Lupe Fiasco, 본명: Wasalu Muhammad Jaco, 1982년 2월 17일 ~ )는 미국의 랩 가수, 프로듀서이다. 힙합레이블인 '1st and 15th Entertainment'의 사장이다. 2006년 앨범 'Lupe Fiasco's Food & Liquor'을 발매했다.

## 생애

### 유년기
그는 1982년 시카고, 일리노이에서 태어났다. 그의 어머니는 주방장이었고, 아버지는 엔지니어이었다. 또한 종교는 무슬림이었으며, 단체'Black Panther Party'의 멤버였다. 그는 일리노이에서 Thornton Township High School을 졸업하고, 그는 나스의 1996년 앨범 'It Was Written'을 통해 힙합을 접하게 된다.
그가 성장하자 그는 그의 어머니에게 'Lu'라는 닉네임을 불린다. 그러다가 'Lupe'로 바꾸게된다.

### 2000 ~ 2005: 데뷔초기

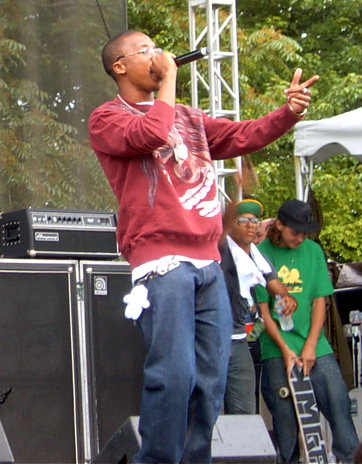
2006년 일리노이주에서 열린 뮤직 페스티벌에서 공연 중

그가 19살때 그는 그룹 'Da Pak'의 멤버가 된다. 그래서 그는 에픽 레코드로 픽업을 받지만, 솔로로도 준비하기 위해 아리스타 레코드와 계약한다. 그러나 얼마 안 가 아리스타 레코드의 사장인 'L.A Leid'에 의해 퇴출당한다. 2005년 카니예 웨스트의 'Touch The Sky'의 참여한다.

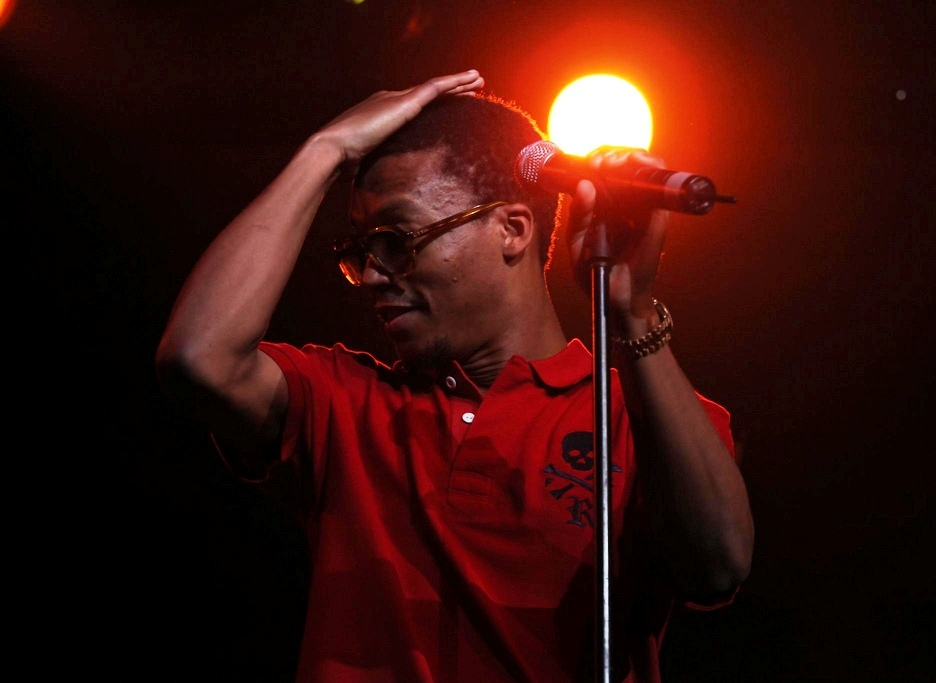
2009년 오스트레일리아에서 공연 중

### 2006 ~ 2007 :Lupe Fiasco's Food & Liquor
그는 그의 동경자인 제이 지에 의해 그에게 픽업되고 앨범인 'Lupe Fiasco's Food & Liquor'을 발매한다. 이 앨범으로 싱글들도 괜찮은 성적을 보이고, 그래미 어워드에서 '배스트 앨범상'을 받는다. 또한 매거진인 GQ에서 "Breakout Man of the Year"으로 소개된다.

### 2007 ~ 2008 :Lupe Fiasco's The Cool

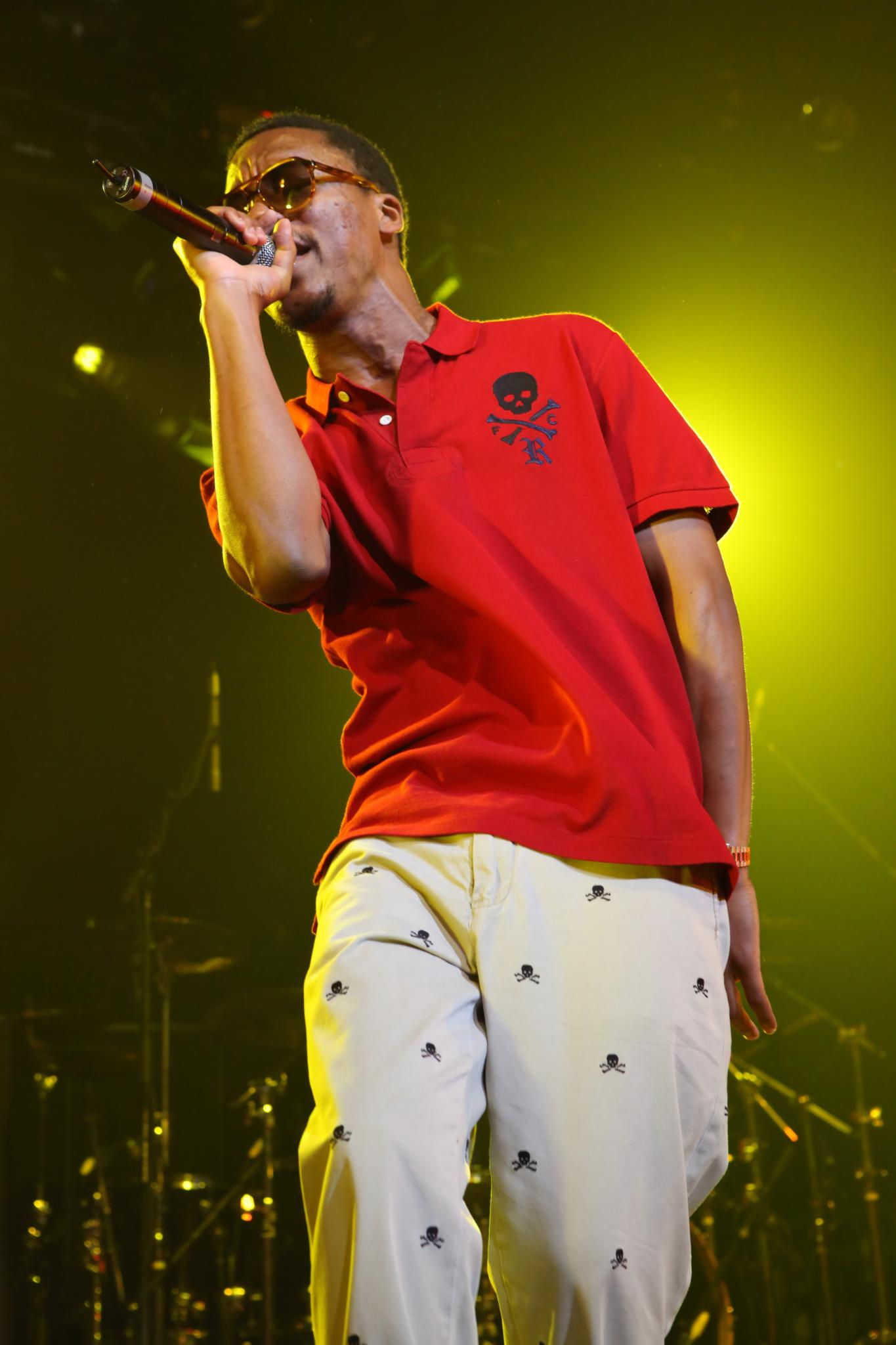
2009년 공연 중

2007년 그는 두 번째 앨범인 'Lupe Fiasco's The Cool'을 발매한다. 또한 슈퍼힙합그룹인 '차일드 레벨 솔져(Child Rebel Soldier)'라는 그룹을 카니예 웨스트, 페럴과 함께 만들었다.이 그룹앨범에는 커먼, 제이 지, N.E.R.D가 참여했다. 2008년 그는 리한나와 N.E.R.D와 함께 '다크 투어'를 한다.

### 현재
2009년 그의 2CD 앨범을 발매할 것이라고 발표했지만, 기간이 무한 연기되었고 대신 11월에 새 앨범인 'Lasers'가 아틀란틱 레코드에 의해 발매된다.

## 앨범
- Lupe Fiasco's Food & Liquor (2006)
- Lupe Fiasco's The Cool (2007)
- Lasers (2009)
- Food & Liquor Ⅱ (2012)
- Tetsuo & Youth (2015)
- DROGAS Light (2017)